# Département de Rosso

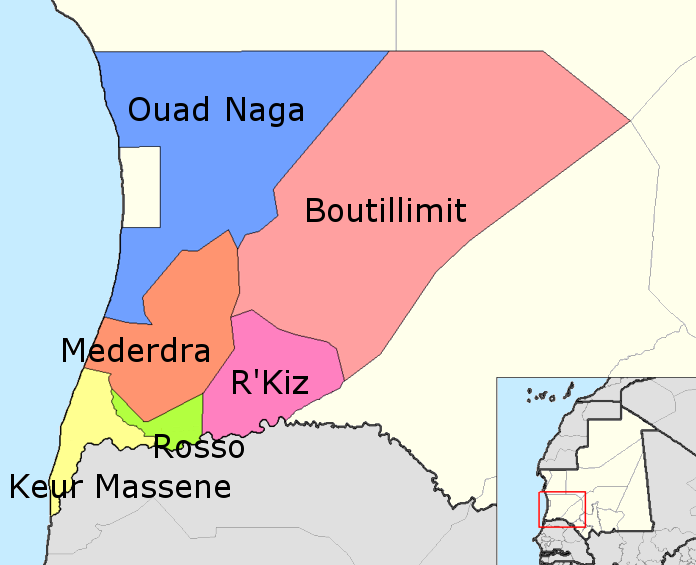
Les départements de Trarza : Rosso au sud.

Le département de Rosso est l'un des six départements (appelés officiellement moughataa) de la région de Trarza en Mauritanie.

## Liste des communes du département
Le département de Rosso est constitué de deux communes :
- Jedr El Moubghuen
- Rosso

En 2000, l'ensemble de la population du département de Rosso regroupe un total de 55 554 habitants (26 985 hommes et 28 569 femmes).